# Молозвино
Молозвино — деревня в Зубцовском районе Тверской области.
Входит в состав Зубцовского сельского поселения.

## География
Деревня находится недалеко от правого берега Волги. Вблизи от деревни протекает пересыхающий ручей Сачонка.

## История
Недалеко от деревни раньше находилось село Берниково, в котором родился генерал-губернатор граф Арсений Андреевич Закревский. От усадьбы XIX века сохранился только парк с липовыми аллеями.
Согласно Сборнику статистических сведений за 1891 год деревня относилась к Бубновской волости Зубцовского уезда Тверской губернии. крестьяне по разряду относились к бывшим государственным.
В 2006 году в деревне планировалась постройка гольф-клуба.

## Население
В 1859 году в деревне имелся 41 двор с общим населением 314 человек (148 мужчин и 166 женщин).
В 1888 году в деревне имелось 66 дворов с общим населением 336 человек (158 мужчин и 178 женщин).
| 1859 | 1888 | 2002 | 2010 |
| ---- | ---- | ---- | ---- |
| 314  | ↗336 | ↘6   | ↘1   |